# 벨벳 언더그라운드
벨벳 언더그라운드(The Velvet Underground)는 1964년 뉴욕주 뉴욕 시에서 결성된 미국의 익스페리멘탈 록, 아방 가르드, 프로토 펑크, 얼터너티브/인디 록, 컨템포러리 록 밴드이다. 멤버는 루 리드(보컬, 기타), 존 케일(베이스, 비올라), 스털링 모리슨(기타), 모린 터커(드럼) 등이다. 한 때 두그 율, 니코, 앵거스 맥라이즈(봉고)가 멤버였다. 앤디 워홀이 프로듀싱을 맡고 흔히 바나나 앨범으로 불리는 《The Velvet Underground & Nico》 앨범이 유명하다. 리드는 1970년 8월 밴드를 떠나 솔로 아티스트로 성공의 길을 걸어갔고, 밴드는 두그 율에 의해 1973년까지 명맥을 이어갔다.
비록 상업적 성공은 경험하지 못했지만, 밴드는 많은 평론가들에 의해 1960년대에 가장 중요하고 영향력 있는 그룹 가운데 하나로 평가되고 있다. 벨벳 언더그라운드는 1960년대 중후반 활동하며 전위적이고 실험적인 록 음악을 구현했고, 펑크 록, 뉴 웨이브, 아트 록, 칼리지 록, 얼터너티브 록 등에 영향을 끼쳤다. 1996년 로큰롤 명예의 전당에 헌액되었고, 2004년 《롤링 스톤》이 뽑은 역대 최고의 아티스트 100선에서 19위에 올랐다.

## 역사

### 1964–66
뉴욕의 시라큐즈 대학을 졸업한 루 리드는 픽 윅 레코드 회사에 취직하여 음악을 만드는 일을 했다. 비트닉 문화와 델모어 슈와츠의 시, 재즈 음악에 매력을 느끼게 되면서 픽 윅 레코드에서의 일에 싫증을 느낀 그는 1964년 그가 썼던 〈The Ostrich〉라는 곡을 계기로 만나게 된 존 케일과 함께 '프리머티브스(The Primitives)'라는 이름으로 그룹을 결성했다. 곧이어 팀은 스털링 모리슨과 앵거스 맥라이즈를 영입했다. 그해 '워록스(The Warlocks)', '폴링 스파이크스(The Falling Spikes)' 등을 거쳐, 미국 언론인 마이클 리의 1963년 책 《더 벨벳 언더그라운드》(The Velvet Underground)의 제목이 느낌과 어감이 좋다는 이유로 벨벳 언더그라운드로 팀 이름을 바꿨다. 주로 봉고를 연주하던 타악기 연주자 앵거스 맥라이즈는 공연의 리허설에 나타나지 않는 등의 태도로 밴드의 신뢰를 잃어 스털링 모리슨의 친구 여동생이던 모린 터커로 교체된다.
적나라하고 퇴폐적이며 난해한 가사, 쓸쓸하고 우울한 목소리, 거친 사운드로 대중성과는 거리가 먼 음악을 만들어낸 이들은 연주하던 클럽에서 쫓겨나기 일쑤여서 궁핍했다. 당시 뉴욕 언더그라운드의 대표적인 클럽이던 맥스 캔사스 시티에서 데뷔한 벨벳은 그곳의 단골이던 현대 미술가이자 영화 제작자인 앤디 워홀을 만났다. 그는 벨벳의 음악에 주목하여 그들의 매니저로 나섰다. 1966년 앤디 워홀의 멀티미디어 쇼 ‘익스플로딩 플라스틱 인에비터블’의 음악을 맡았고, 앤디 워홀의 권유로 데뷔 음반 녹음 작업에 독일 모델 니코(보컬)를 합류시켰다.

### 1967–1996
앤디 워홀의 후원에 의해 1967년 첫 번째 앨범 《The Velvet Underground & Nico》는 탄생되었다. 단 하루 만에 녹음된 이 앨범은 음악도 대중들에게 낯선 데다 녹음 상태마저 거칠어 외면을 받고 말았다. 후원자 앤디 워홀은 1967년 말이 되자 밴드의 활동에 흥미를 잃었고, 그러자 루 리드는 보스턴의 사업가 스티브 세스닉을 찾아갔다. 새 매니저는 리드에게 좀더 상업적인 방향을 추구하도록 요구했고, 이는 베이스와 오르간을 담당하는 존 케일의 심기를 상하게 했다. 1968년 1월, 니코를 제외시킨 채 전위적인 두 번째 음반 《White Light/White Heat》를 출시했고, 영국의 글램 록 뮤지션 데이비드 보위가 리메이크했던 〈White Light/White Heat〉, 〈Here She Comes Now〉 등의 대표곡을 남겼다. 그해 2월 존 케일이 루 리드와의 음악적 견해차로 팀을 탈퇴했고, 더그 율(베이스, 오르간, 보컬)이 팀에 가입했다.
그룹은 1969년에 셀프 타이틀인 3집 앨범 《The Velvet Underground》을 발표했다. 이 음반은 비교적 편안한 분위기에서 만들어졌고, 가사와 사운드의 극단적인 면이 줄었다. 이는 부분적으로는 존 케일이 밴드를 떠난 때문이기도 하고, LA의 녹음 스튜디오로 가는 도중 공항에서 평소에 사용하던 장비를 도난당했기 때문이기도 하다. 1970년 4집 음반 《Loaded》를 발표했다. 《Loaded》의 발매 직전 루 리드가 팀을 탈퇴했고, 이후 더그 율이 주축이 되어 팀을 이끌어갔다. 1973년 팀은 해체되었고, 1990년, 1992부터 1994년, 1996년 일시적으로 재결성되었다.

## 음반 목록
- 1967년: 《The Velvet Underground & Nico》
- 1968년: 《White Light/White Heat》
- 1969년: 《The Velvet Underground》
- 1972년: 《Loaded》
- 1973년: 《Squeeze》